# Cardiapoda placenta
Cardiapoda placenta är en snäckart som först beskrevs av René-Primevère Lesson 1830.  Cardiapoda placenta ingår i släktet Cardiapoda och familjen Carinariidae. Inga underarter finns listade i Catalogue of Life.